# 友好省州领导人峰会
友好省州领导人峰会（英語：Regional Leaders' Summit，缩写RLS），由德国巴伐利亚州、加拿大魁北克省、奥地利上奥地利州、中华人民共和国山东省、南非西开普省、巴西圣保罗州及美国佐治亚州七个省州联合建立的一个国际合作机制，该峰会由各省州轮流举办，每两年一次。

## 历史
1999年，德国巴伐利亚州州长、加拿大魁北克省省长、南非西开普省省长和中国山东省省长围绕“你的朋友就是我的朋友”主题开展了一系列的会谈，随后奥地利上奥地利州也加入上述四个省州的讨论。
2002年1月，第一次友好省州领导人峰会在德国巴伐利亚州举办，其后两年举办一次，由各省州轮流举办。第一次峰会在巴伐利亚州首府慕尼黑的慕尼黑王宫举行，有德国巴伐利亚州、加拿大魁北克省、奥地利上奥州、南非西开普省和中国山东省等5个友好省州参加，在慕尼黑卡尔王子宫举行有配合政府首脑会议的5省州经济、自然、文化、技术展览。
2004年12月8日至10日，第二次友好省州领导人峰会在加拿大魁北克举行，山东省省长韩寓群、德国巴伐利亚州州长施托伊伯、奥地利上奥州州长普林格、南非西开普省省长瓦苏、加拿大魁北克省省长沙雷等五省州的领导人出席峰会，峰会主题是“创新与技术进步和青年如何面向未来”。本次峰会确定第三届峰会将于2006年在上奥州举办。
2006年7月11日至12日，第三次友好省州领导人峰会在奥地利上奥州首府林茨举行。山东省省长韩寓群、德国巴伐利亚州州长拖托伊伯、奥地利上奥州州长普林格、南非西开普省省长拉苏、加拿大魁北克省省长沙雷、巴西圣保罗州副州长古登伯格出席会议。本届会议接纳巴西圣保罗州为会议成员，并围绕“可再生能源和能源效率”和“教育和青年”两大主题展开讨论。六省州的能源专家在林茨召开“能源圆桌会议”。与会各方经讨论共同签署《联合宣言》和《关于生物燃料和气候保护领域合作的意向书》。会议确定，第四次友好省州领导人会议将于2008年在山东举行。
2008年8月，第四次友好省州领导人峰会在中国山东省济南举行，峰会主题为“建设节约型社会”和“卫生与健康”。山东省省长姜大明主持峰会，加拿大魁北克省省长沙雷、奥地利上奥州州长普林格、美国佐治亚州州长珀杜、德国巴伐利亚州联邦和欧洲事务部部长隋德、南非西开普省地方政府环境与发展规划部部长尤里斯出席峰会。各方代表签署有《第四次友好省州领导人峰会联合宣言》。
2010年9月27日至29日，第五次友好省州领导人峰会在南非开普敦举行，主题是“粮食安全”和“一体化交通”。峰会由西开普省省长海伦·兹勒主持，中国山东省省长姜大明、德国巴伐利亚州州长泽霍夫、 奥地利上奥州州长普林格、美国佐治亚州政府行政执行官特雷·切尔杰斯、加拿大魁北克省国际关系部长全布雷参加了本届峰会。第五届友好省州领导人峰会通过有《联合宣言》。会议确定，第六届友好省州领导人峰会将于2012年在巴西圣保罗举行。
2012年4月，第六次友好省州领导人峰会由巴西圣保罗州政府主办，主题为“可持续能源”和“提高能源效率”。峰会期间，各与会省州代表团进行多场双边会晤。山东省副省长才利民率山东省代表团出席，中国驻圣保罗代总领事胡英应邀出席。
2014年6月2日至3日，第七次友好省州领导人峰会在美国佐治亚州亚特兰大市举行，峰会主题为“全球物流供应链的发展”和“大型体育活动促进经济可持续发展”。峰会由美国佐治亚州州长纳森·迪尔主持，中国山东省省长郭树清、奥地利上奥州州长普林格、加拿大魁北克省国际关系部部长圣皮埃尔、德国巴伐利亚州国际事务部部长默尔克、南非西开普省财政部长梅耶参加了峰会。峰会通过有《联合宣言》。自峰会机制启动以来，各省州共讨论、实施了二百多个双边及多边合作项目。
2016年7月14日至15日，第八次友好省州领导人峰会在德国巴伐利亚州慕尼黑举行，峰会主题为“数字化和创新”。应德国巴伐利亚州州长泽霍夫邀请，中国山东省省长郭树清、奥地利上奥州州长普林格、美国佐治亚州州长迪尔、南非西开普省省长兹勒、加拿大魁北克省省长库雅尔、巴西圣保罗州副州长弗兰萨参加本次峰会。峰会通过有《联合宣言》，对工业4.0、航空航天、可再生能源网络等领域的交流合作作出规划。峰会期间，山东省省长郭树清向巴伐利亚州政府办公厅外事司副司长保罗·费舍尔博士授予山东省荣誉公民证书，表彰他为促进山东与巴伐利亚州友好交流作出的突出贡献。
2018年5月17日至18日，第九次友好省州领导人峰会在加拿大魁北克市举行，主题是“推动能源转型迈向低碳经济”。山东省副省长孙继业率领山东省政府代表团出席会议。
2021年11月11日，第十次友好省州领导人峰会于线上举办，由奥地利上奥州主办，主题为“智慧地区”，上奥州与德国巴伐利亚州、奥地利上奥州、加拿大魁北克省、南非西开普省、美国佐治亚州、巴西圣保罗州等7个友好省州领导人出席会议并分别发言。截至2021年，峰会机制下达成的双多边合作项目超过300个。
2022年11月15日，中国山东省常务副省长曾赞荣率团以视频方式在济南参加第十一次友好省州领导人峰会系列活动启动仪式，奥地利上奥州副州长哈博兰德、德国巴伐利亚州欧洲和国际事务部部长胡默尔、南非西开普省政府办公厅主任马里拉、美国佐治亚州经济发展署署长韦宏森、巴西圣保罗州国际关系厅常务副厅长阿丰索、加拿大魁北克省国际关系和法语事务部副部长助理奥黛及各友好省州有关部门负责人、山东省和济南市有关部门负责人等线上线下出席活动。峰会主题为“绿色发展”。根据会上发布的系列活动计划，七省州将围绕绿色建筑、绿色交通、绿色能源、儿童与绿色发展、教育、青少年等主题举办交流活动。

## 历次峰会
| 届次 | 年份   | 东道主           | 举办地   | 主题                                                             | 省州领导人 | 备注及来源   |
| ---- | ------ | ---------------- | -------- | ---------------------------------------------------------------- | --- | ------------ |
| 1    | 2002年 | 德国巴伐利亚州   | 慕尼黑   | 地区可持续性发展和环境保护                                       | 德国巴伐利亚州州长埃德蒙·施托伊伯、山东省副省长林书香等出席峰会 | [ 3 ]        |
| 2    | 2004年 | 加拿大魁北克省   | 魁北克市 | “创新与技术进步”和“青年如何面向未来”                             | 加拿大魁北克省省长沙雷、山东省省长韩寓群、德国巴伐利亚州州长施托伊伯、奥地利上奥州州长普林格、南非西开普省省长瓦苏等出席峰会 | [ 4 ] [ 6 ]  |
| 3    | 2006年 | 奥地利上奥地利州 | 林茨     | “可再生能源和能源效率”和“教育和青年”                             | 奥地利上奥州州长普林格、山东省省长韩寓群、德国巴伐利亚州州长拖托伊伯、南非西开普省省长拉苏、加拿大魁北克省省长沙雷、巴西圣保罗州副州长古登伯格等出席会议 | [ 5 ]        |
| 4    | 2008年 | 中国山东省       | 济南市   | “建设节约型社会”和“卫生与健康”                                   | 中国山东省省长姜大明、加拿大魁北克省省长沙雷、奥地利上奥州州长普林格、美国佐治亚州州长珀杜、德国巴伐利亚州联邦和欧洲事务部部长隋德、南非西开普省地方政府环境与发展规划部部长尤里斯等出席峰会 | [ 15 ] [ 6 ] |
| 5    | 2010年 | 南非西开普省     | 开普敦   | “粮食安全”和“ 一体化交通”                                        | 南非西开普省省长海伦·兹勒、中国山东省省长姜大明、德国巴伐利亚州州长泽霍夫、 奥地利上奥州州长普林格、美国佐治亚州政府行政执行官特雷·切尔杰斯、加拿大魁北克省国际关系部长全布雷等参加会议 | [ 7 ]        |
| 6    | 2012年 | 巴西圣保罗州     | 圣保罗   | 可持续能源和提高能源效率                                         | 中国山东省副省长才利民 | [ 8 ]        |
| 7    | 2014年 | 美国佐治亚州     | 亚特兰大 | “关于全球物流供应链的发展”和“通过大型体育赛事促进经济可持续发展” | 美国佐治亚州州长纳森·迪尔、中国山东省省长郭树清、奥地利上奥州州长普林格、加拿大魁北克省国际关系部部长圣皮埃尔、德国巴伐利亚州国际事务部部长默尔克、南非西开普省财政部长梅耶等出席会议 | [ 9 ]        |
| 8    | 2016年 | 德国巴伐利亚州   | 慕尼黑   | 数字化和创新                                                     | 德国巴伐利亚州州长泽霍夫、中国山东省省长郭树清、奥地利上奥州州长普林格、美国佐治亚州州长迪尔、南非西开普省省长兹勒、加拿大魁北克省省长库亚尔、巴西圣保罗州副州长弗兰萨等出席会议 | [ 10 ]       |
| 9    | 2018年 | 加拿大魁北克省   | 魁北克   | 推动能源转型迈向低碳经济                                         | 加拿大魁北克省省长库亚尔、中国山东省副省长孙继业等出席会议 | [ 11 ]       |
| 10   | 2021年 | 奥地利上奥地利州 | 视频会议 | 智慧地区                                                         | 奥地利上奥州州长施特尔策、南非西开普省省长温德、德国巴伐利亚州副州长胡默尔、加拿大魁北克省副省长吉尔伯特、山东省副省长汲斌昌等出席会议 | [ 12 ]       |
| 11   | 2022年 | 中国山东省       | 视频会议 | 绿色发展                                                         | 奥地利上奥州副州长哈博兰德、德国巴伐利亚州欧洲和国际事务部部长胡默尔、南非西开普省政府办公厅主任马里拉、美国佐治亚州经济发展署署长韦宏森、巴西圣保罗州国际关系厅常务副厅长阿丰索、加拿大魁北克省国际关系和法语事务部副部长助理奥黛、中国山东省常务副省长曾赞荣，以及各友好省州有关部门负责人参会 | [ 13 ]       |